# إلزي سيغار
إلزي كريسلر سيغار (مواليد 8 ديسمبر 1894 في إلينوي- وفيات 13 أكتوبر 1938 سانتا مونيكا، كاليفورنيا) هو رسام قصص مصورة أمريكي ومبتكر الشخصية الكاريكاتورية المعروفة باسم باباي، التي ظهرت لأول مرة في عام 1929 في صحيفته comic strip Thimble Theatre.
ولد سيغار وترعرع في تشيستر، ولاية الينوي، وهي بلدة صغيرة بالقرب من نهر المسيسيبي. ابن رجل بارع، له تجارب العمل المبكر وشملت مساعدة والده في طلاء المنازل ووضع الورق على الجدران. وهو ماهر في العزف على آلة الطبل، وقال إنه قام بمرافقة الفرقة الموسيقية للأفلام وأعمال الاستعراض المسرحي في المسرح المحلي. في سن ال 18، قرر أن يصبح رساما. قام بمراسلة W.L. Evans للرسوم الكاريكاتورية ببعض رسوماته.
سيغار انتقل إلى شيكاغو حيث التقى Richard Felton Outcault، الرسام الذي أوجد Yellow Kid و Buster Brown شجعه وقدم له في صحيفة هيرالد شيكاغو. في 12 مارس، 1916، نشرت صحيفة هيرالد لسيغار هزليته الأولى، تشارلي شابلن والكوميديا كيبرز، الذي استمر لفترة تزيد قليلا على العام. في عام 1918، انتقل بعد ذلك إلى هيرست في شيكاغو الاميركية. سيغار تزوج ميرتل جونسون ذلك العام ؛ لديهم طفلان. توفي عن عمر يناهز 43 بعد صراع طويل مع المرض.
اعتقد مدير التحرير ويليام كيرلي بأن سيغار لا يمكن أن ينجح في نيويورك، وارسله إلى شركة King Features Syndicate, للطباعة، وهناك عمل سيغار لسنوات عديدة وبدأ بالرسم لمجلة نيويورك، وقدم سلسلته الأولى لأول مرة في 19 ديسمبر عام 1919 وشارك فيها شخصيات ز يتونة Olive Oyl, و Castor Oyl و Horace Hamgravy الذي اختصر اسمه إلى Ham Gravy، واستمر عرضه لحواله عقد من الزمان.
في يناير عام 1929 عندما كان Castor Oyl بحاجة لبحار للانتقال إلى جزيرة Dice Island، فظهر باباي في السلسلة، ليسرق باباي الأضواء من الجميع ثم اخترع سيغار شخصيات أخرى في السلسلة مثل J. Wellington Wimpy و Eugene the Jeep.

## روابط خارجية
- إلزي سيغار على موقع IMDb (الإنجليزية)
- إلزي سيغار على موقع الموسوعة البريطانية (الإنجليزية)
- إلزي سيغار على موقع قاعدة بيانات الفيلم (الإنجليزية)